# Bionic Woman: Agentka przyszłości
Bionic Woman: Agentka przyszłości (ang. Bionic Woman) – amerykański serial telewizyjny stacji NBC z 2007, emitowany przez TVP2 w 2011.

## Fabuła
Serial opowiada historię Jaime Sommers, która zostaje ciężko ranna w wypadku samochodowym. Aby ją ocalić, jej chłopak (naukowiec) zanosi ją do ukrytego laboratorium w Wolf Creek. Tam zostaje uratowana, ale część jej narządów zostaje zamieniona na elektroniczne implanty. Jaime rozpoczyna nowe życie jako superbohaterka.

## Obsada
- Michelle Ryan – jako Jaime Sommers
- Miguel Ferrer – jako Jonas Bledsoe
- Molly Price – jako Ruth Truewell[1][2]
- Will Yun Lee – jako Jae Kim
- Isaiah Washington – jako Antonio Pope
- Katee Sackhoff – jako Sarah Corvus
- Lucy Kate Hale – jako Becca Sommers
- Mark A. Sheppard – jako Anthony Anthros
- Chris Bowers – jako Will Anthros
- Kevin Rankin – jako Nathan
- Jordan Bridges – jako Tom Hastings

W epizodach pojawili się m.in. Aaron Douglas, Thomas Kretschmann, Magda Apanowicz, Kenneth Welsh, Callum Keith Rennie.